# Laivajärvi
Laivajärvi är en sjö i Finland. Den ligger i kommunen Posio i landskapet Lappland, i den norra delen av landet, 700 km norr om huvudstaden Helsingfors. Laivajärvi ligger 266,5 meter över havet. Arean är 99,6 hektar och strandlinjen är 9,4 kilometer lång. Sjön  ingår i Ijo älvs huvudavrinningsområde. 